# Span (dieren)

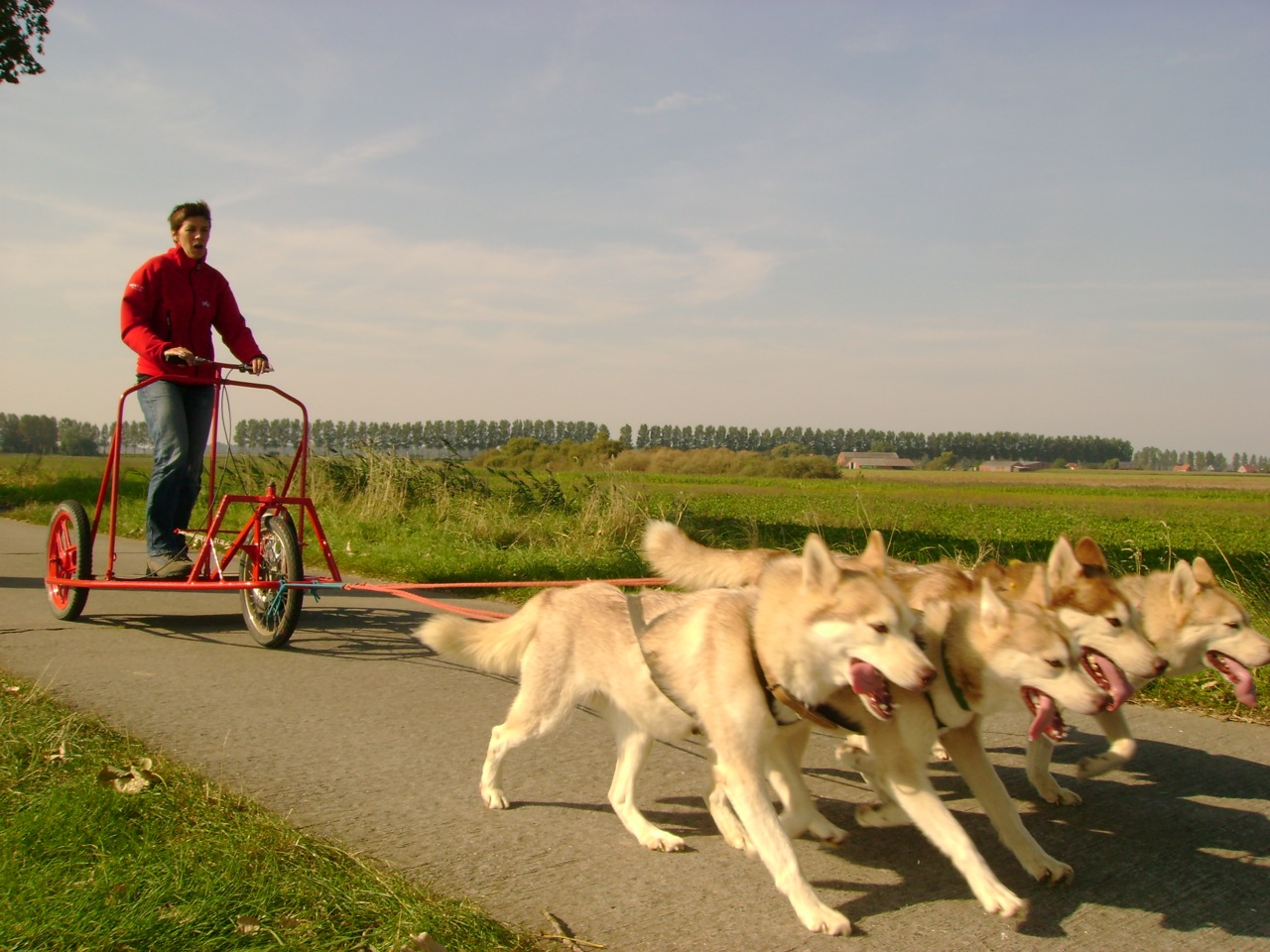
Een span honden voor een trainingskar

Een span is een groep van twee of meer trekdieren die tezamen zijn aangespannen. Zo kan men bijvoorbeeld spreken van "een span honden", bijvoorbeeld:
- een tweespan, vierspan, zesspan, achtspan paarden voor een koets of voor een slee;
- een trojka, dat wil zeggen drie paarden naast elkaar;
- een tandem of een randem: twee of drie paarden voor elkaar;
- een groep poolhonden voor een hondenslee;
- een groep trekhonden voor een hondenkar.

De dieren lopen in een speciaal tuig. Bij een aanspanning bestaande uit paard en wagen gebeurt de besturing door middel van lange leidsels. De trekkracht wordt overgebracht door middel van strengen.

## Afbeeldingen

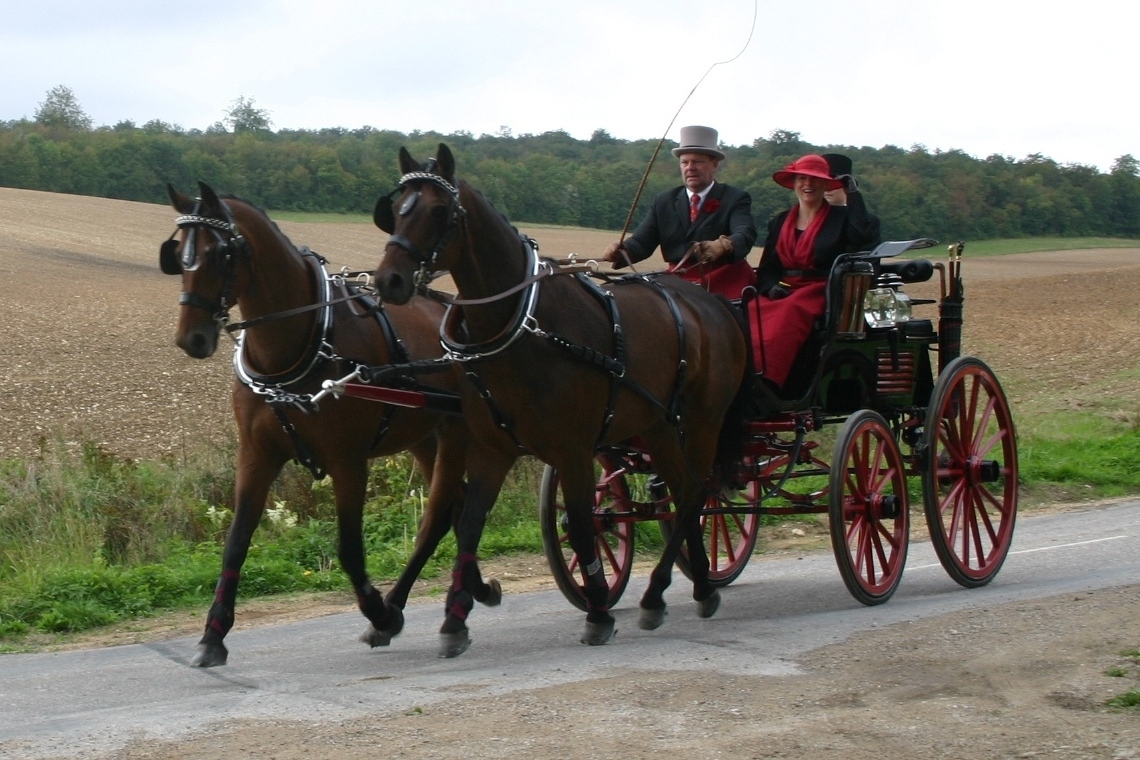
Tweespan (ook: dubbelspan)
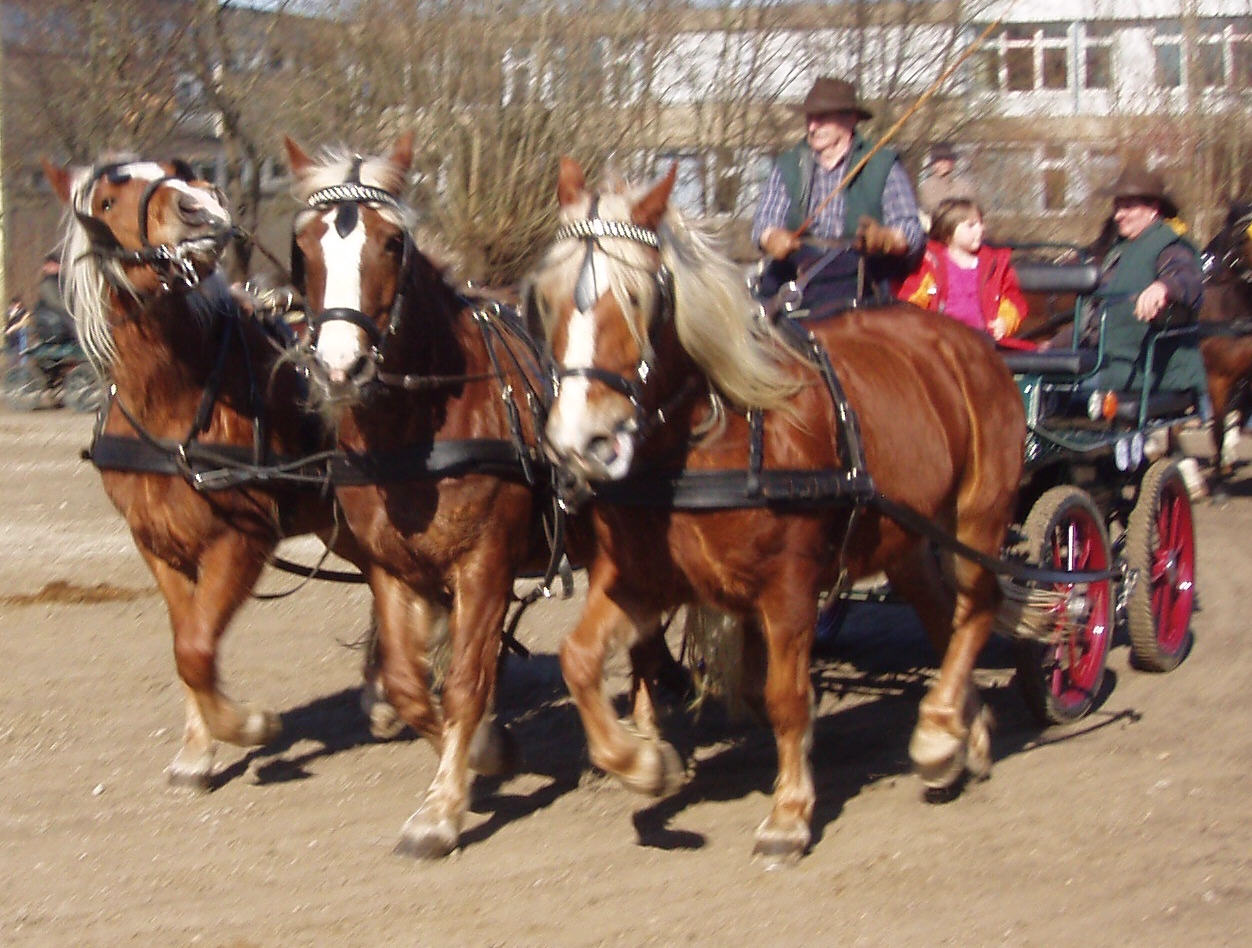
Driespan voor een koets
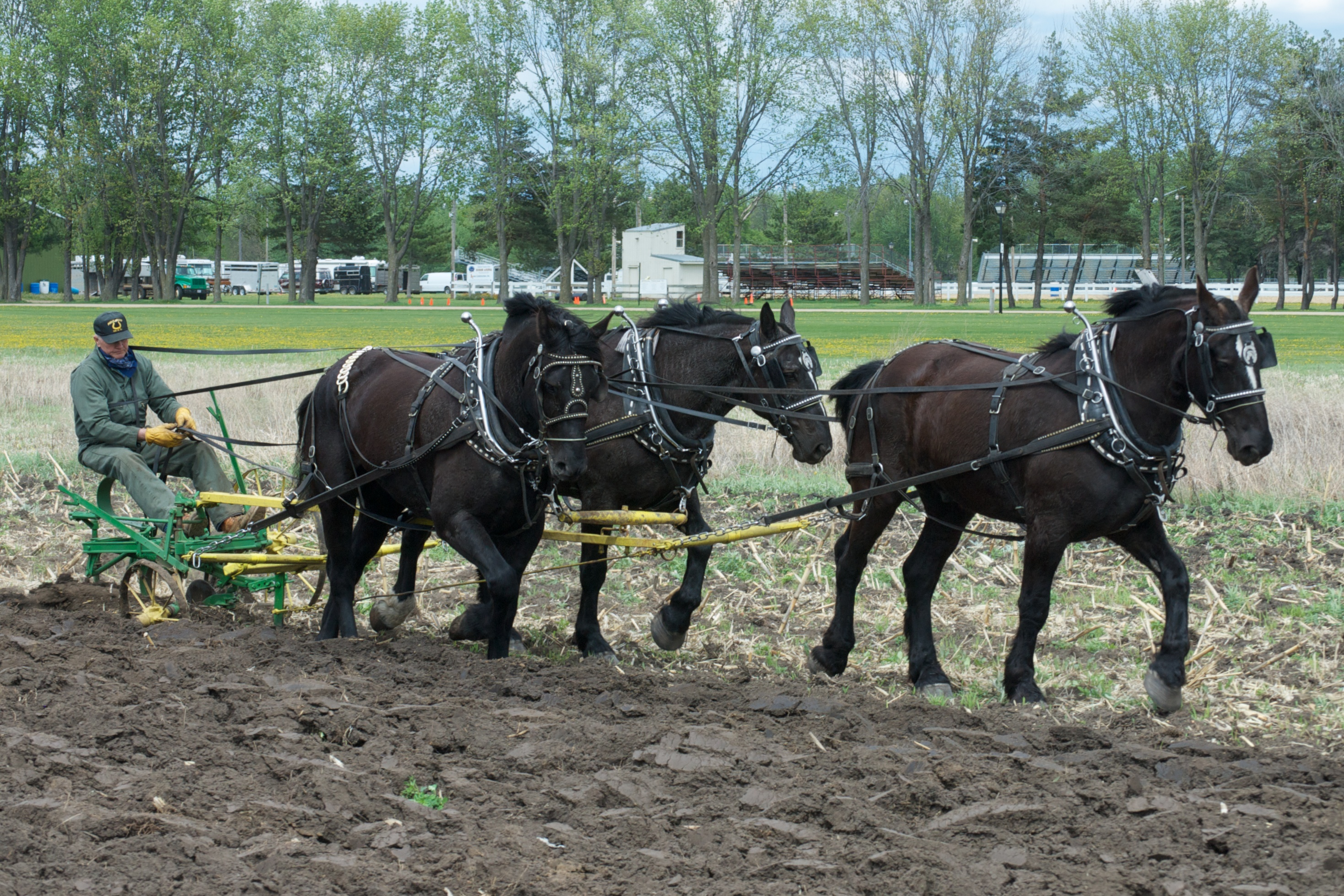
Driespan voor een ploeg
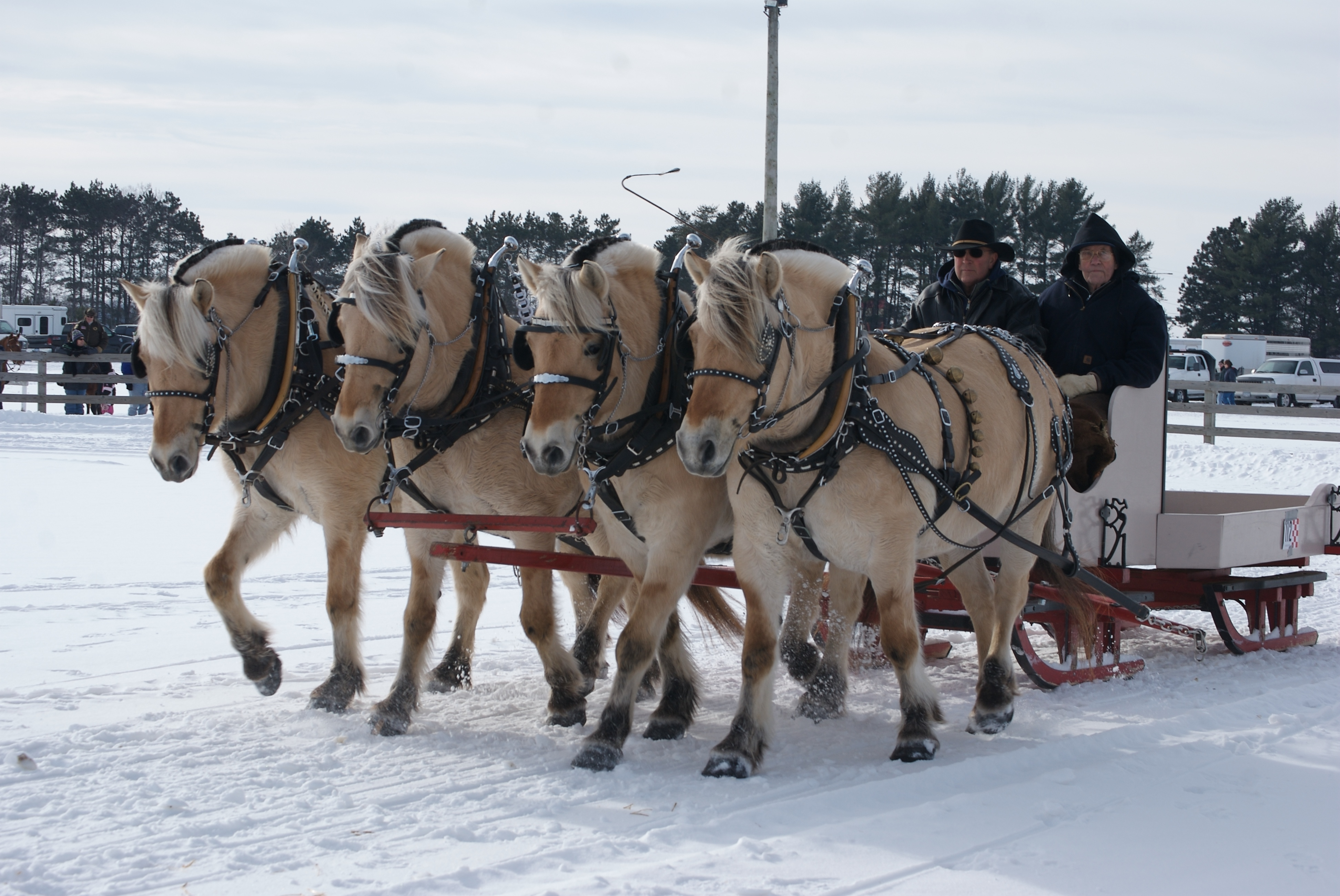
Vierspan voor een slee
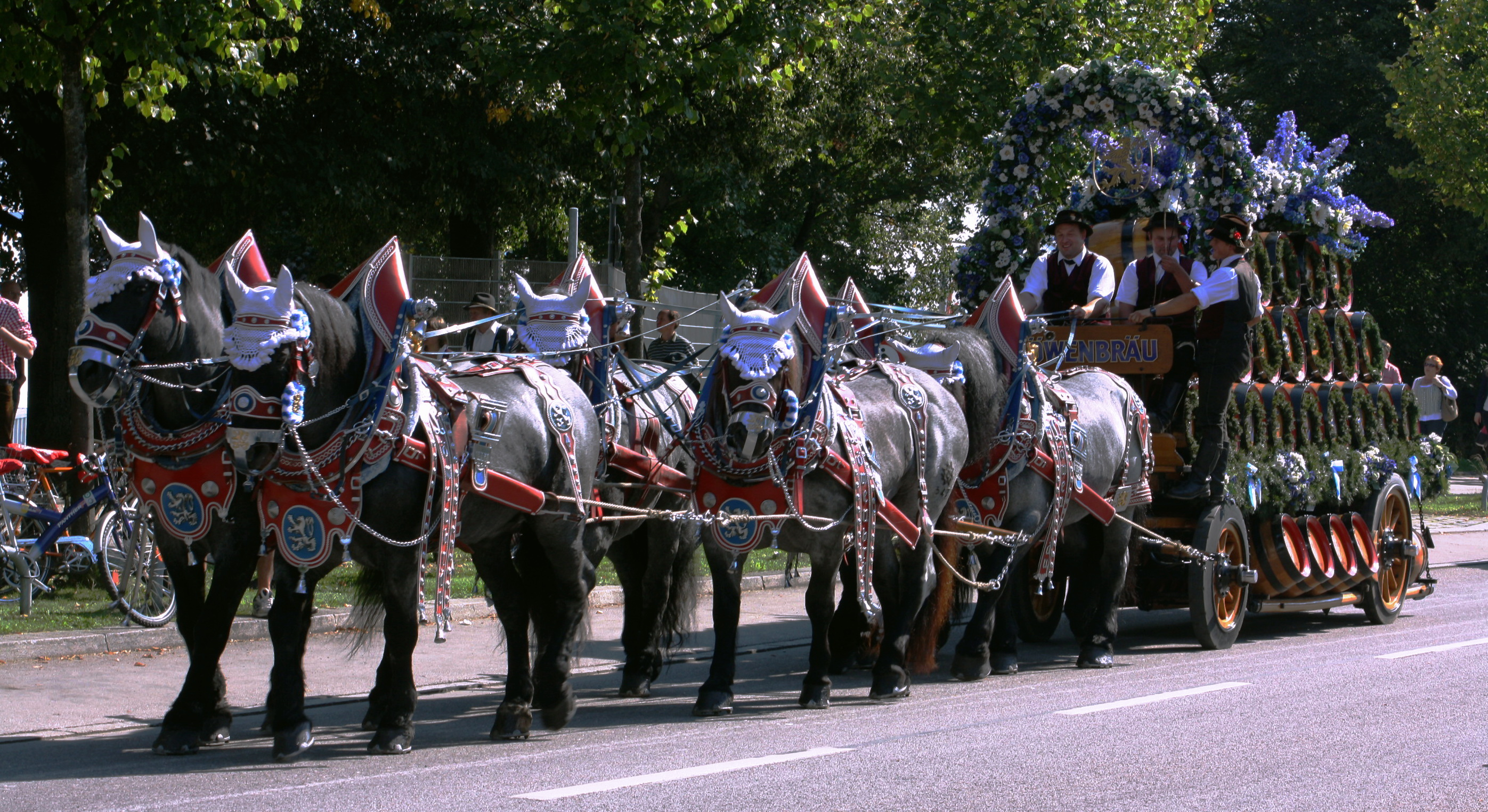
Zesspan voor een brouwerijwagen
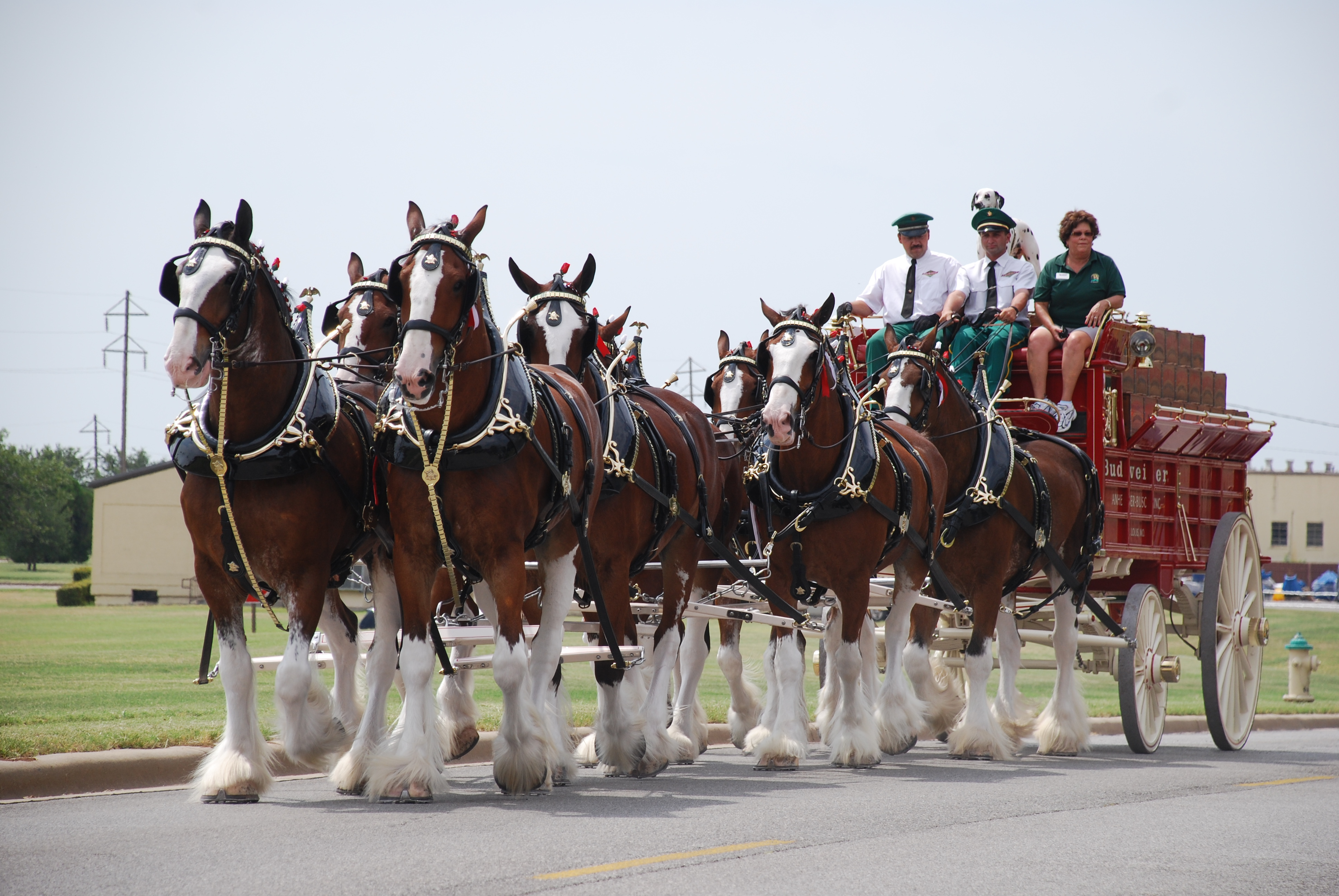
Een achtspan op de weg
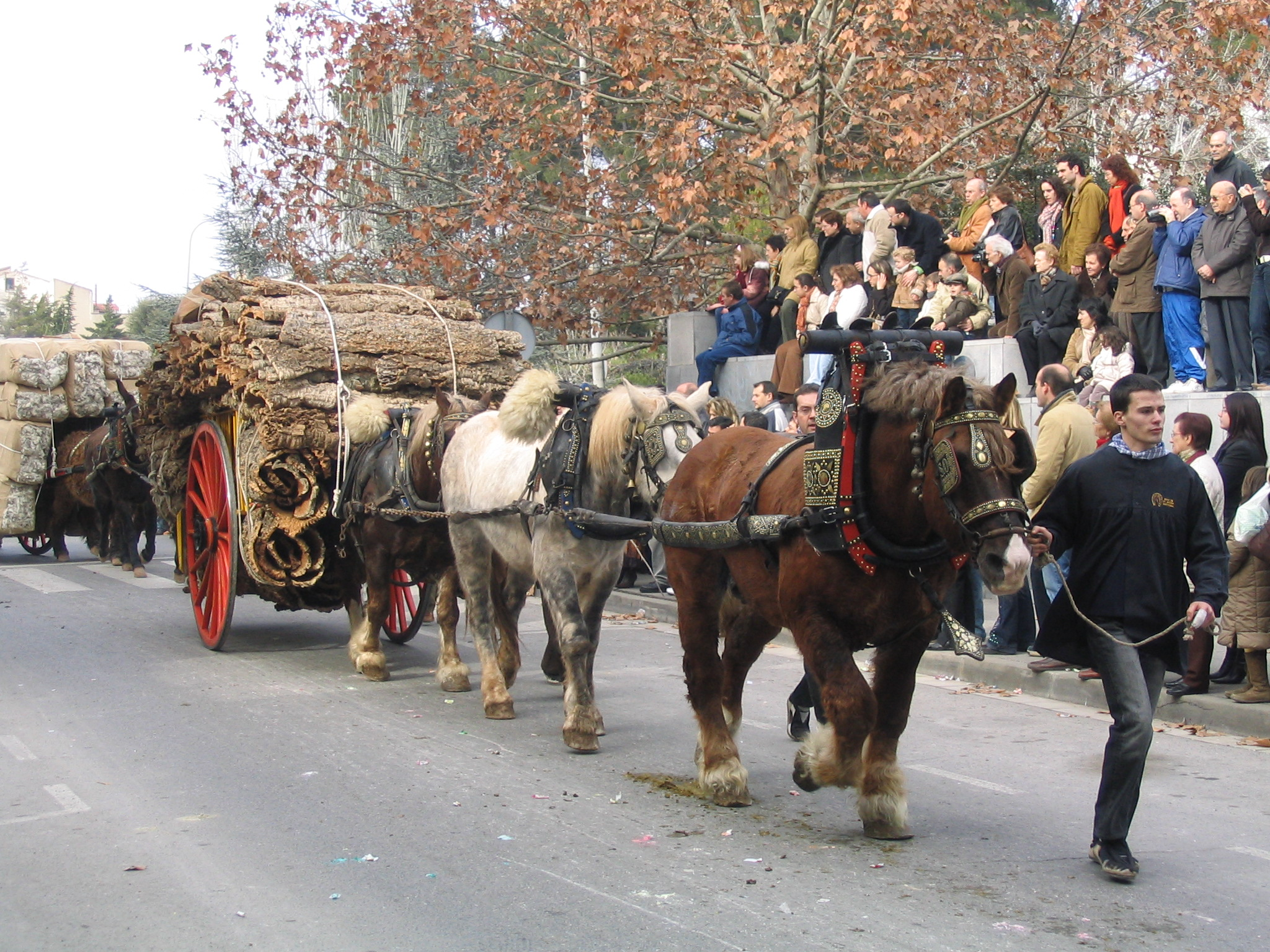
Randem voor een kar
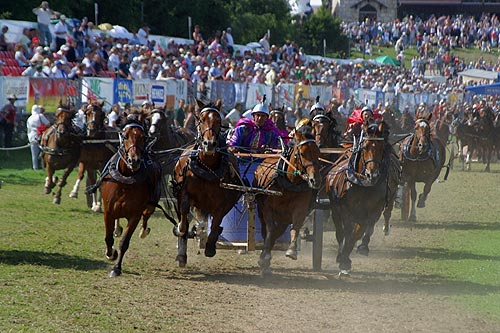
Een quadriga in een race